# Lucio Harry Mazzola
Lucio Harry Mazzola, militar argentino que ocupó la titularidad del Ministerio de Trabajo de la Nación Argentina tras el golpe de Estado de 1976 que inició el Proceso de Reorganización Nacional.

## Trayectoria como militar
Lucio Mazzola fue director de Producción y, luego, vicepresidente de Fabricaciones Militares.
En el golpe de Estado en Argentina del 24 de marzo de 1976, la Junta Militar nombró a Mazzola delegado en el Ministerio de Trabajo de la Nación en la urgencia de reemplazar al Gabinete de la presidenta derrocada María Estela Martínez de Perón. Su predecesor era el peronista Miguel Unamuno. Mazzola permaneció en el cargo durante dos días, hasta el 26 de marzo. Tres días después, el general de brigada Horacio Tomás Liendo asumió como ministro de Trabajo.